# 芦名盛滋
蘆名盛滋（あしな もりしげ）是日本战国時代的武将。蘆名氏第14代当主。

## 经历
蘆名盛滋生於文明14年（1482年），為蘆名氏第13代当主蘆名盛高之子。盛滋赋有武略，於文龟元年（1500年）跟随父亲讨伐猪苗代盛赖。之后与父亲对立。永正2年（1505年）受到重臣松本氏的支援与盛高交战，战败并投靠伊達尚宗。
后来与父亲和解归国，永正14年（1518年）12月，父亲盛高死后继承家督。永正17年（1520年）接受伊達稙宗的援军与上山城城主最上義房交战。
永正18年（1521年）2月6日死去。享年40岁。盛滋并没有让实子針生盛幸继承芦名家，而是让弟弟盛舜继承家督，盛幸开始称針生氏。但是承應2年（1653年）隨著蘆名氏宗家的斷絕，伊達忠宗下令將針生氏改回蘆名姓。
盛滋的生没年有很多种说法，一说生年宽正4年（1463年）、天文9年（1540年）6月23日去世（享年59岁）。